# Matej Náther
Matej Náther (* 23. července 1985, Martin) je slovenský fotbalový záložník, v současné době je hráčem klubu TJ Iskra Borčice.

## Klubová kariéra
Na Slovensku působil na začátku své kariéry v klubech MŠK Fomat Martin, FK AS Trenčín, FK Púchov, FC ViOn Zlaté Moravce.
V roce 2011 přestoupil ze Slovenska do polského klubu Podbeskidzie Bielsko-Biała, kde podepsal dvouletou smlouvu. Začátkem roku 2013 přestoupil do jiného polského klubu Zawisza Bydgoszcz, kde působil pouze do konce sezóny 2012/13. V červnu 2013 se objevil na testech ve slovenském klubu TJ Spartak Myjava, ale nakonec se domluvil na angažmá v druholigovém polském klubu Sandecja Nowy Sącz. V létě 2016 se vrátil na Slovensko, posílil klub TJ Iskra Borčice ze 4. ligy.